# Dawuan (Tengah Tani)
Dawuan is een bestuurslaag in het regentschap Cirebon van de provincie West-Java, Indonesië. Dawuan telt 8087 inwoners (volkstelling 2010).